# Nami Iguchi
Nami Iguchi est une réalisatrice japonaise née le 4 décembre 1967 à Tokyo. 

## Biographie
Après des études de cinéma, Nami Iguchi travaille comme perchiste et caissière dans une salle dont le propriétaire est également producteur.

## Filmographie
- 2004 : Inu-Neko (Dogs & Cats)
- 2008 : Sex Is No Laughing Matter
- 2013 : Hikarie eiga
- 2014 : Nishino Yukihiko no koi to bôken
- 2023 : Keep Your Left Hand Down[2]

## Distinctions
(source : Site du Festival des 3 Continents)
- Prix du PIA film Festival et Rookie Award du Japan Film Professionnals Awards pour Inu-Neko
- Prix FIPRESCI, prix du meilleur scénario au Festival du film de Turin pour Inu-Neko (Cats & Dogs)